# Лучич, Мирко
Мирко Лучич (серб. Мирко Лучић; 1918, Купиново — декабрь 1943, Фармаци) — югославский черногорский рабочий, военный врач и диверсант, участник Народно-освободительной войны Югославии. Народный герой Югославии.

## Биография
Родился в 1918 году в деревне Купиново близ Даниловграда. Окончил школу Острожского православного монастыря, работал позднее в Остроге строителем. Был призван в королевскую армию Югославии, служил в гарнизоне города Острога. Участвовал в Апрельской войне в составе 48-го артиллерийского полка, во время боёв с албанцами и итальянцами был тяжело ранен в голову, лечился в Цетине.
В июне-июле 1941 года Мирко вступил в Народно-освободительную армию Югославии, боевое крещение в Народно-освободительной войне принял во время черногорского антифашистского восстания, участвуя в боях за Острог (отличился при взятии полицейского участка), Даниловград, Браленовицу, Вели-Брд, Яворов-Дол и другие городах. 1 декабря 1941 вступил в битву за Плевлю в районе Малого Богишевца. В бою получил ранение обеих ног: левая нога была прострелена и серьёзно изуродована, а правая была сломана. Итальянцы захватили Мирко в плен и отправили на лечение в Плевлю, однако правую ногу солдату пришлось ампутировать.
В конце января 1942 года Мирко Лучич вернулся из плена после того, как итальянцам вернули пленного итальянского офицера. Лучича приняли в Коммунистическую партию Югославии: вплоть до битвы на Сутьеске он занимал должность руководителя при Центральной больнице НОАЮ, командуя одним из больничных эшелонов и участвуя в боях в Герцеговине. После битвы на Сутьеске он пробился с группой бойцов в Черногорию.
В селе Добруш-на-Пьевшицах Мирко был схвачен чётниками и выдан немцам, содержался в тюрьме Никшича до сентября 1943 года, позднее переведён в Подгорицу. В конце декабря расстрелян с группой партизан. Посмертно награждён званием Народного героя 10 июля 1952 посмертно.